# 478 Tergeste
A 478 Tergeste (ideiglenes jelöléssel 1901 GU) a Naprendszer kisbolygóövében található aszteroida. Luigi Carnera fedezte fel 1901. szeptember 21-én. Tergeste eredetileg Trieszt ókori neve.